# Horst Mönnich
Horst Mönnich (* 8. November 1918 in Senftenberg; † 31. Januar 2014 in Breitbrunn am Chiemsee) war ein deutscher Schriftsteller.

## Leben
Horst Mönnich besuchte das Realgymnasium in Senftenberg, an dem er die Reifeprüfung ablegte. Anschließend studierte er Germanistik und Zeitungswissenschaft in Berlin. Er nahm als Soldat der Luftwaffe am Zweiten Weltkrieg teil. 1942 debütierte er mit dem Lyrikband Die Zwillingsfähre, der auch Gedichte seines früh verstorbenen Zwillingsbruders Günther Mönnich enthielt. Das Buch wurde 1946 in der SBZ indiziert, ebenso sein 1944 im besetzten Riga erschienenes Buch Russischer Sommer im Jahr 1953 in der DDR.
1945 geriet Mönnich nach seiner Evakuierung aus dem Kurland-Kessel in britische Kriegsgefangenschaft. Ab 1948 gehörte er der Redaktion des Hamburger „Sonntagsblatts“ an. Seit 1952 lebte er mit seiner Familie als freier Schriftsteller in Breitbrunn am Chiemsee.
In den 1950er- und 1960er-Jahren veröffentlichte Mönnich vorwiegend Reisereportagen über die Bundesrepublik und die DDR, in den 1970er-Jahren historische Darstellungen über deutsche Industriefirmen wie Stinnes, Thyssen und BMW. Daneben war Mönnich Verfasser von Hörspielen. Sein Roman Die Autostadt führte zu einem langjährigen Rechtsstreit mit dem Volkswagenwerk, das 1955 durchsetzte, dass einige Passagen gestrichen werden mussten. Der Entwicklung des Volkswagenwerkes gemäß überarbeitete Mönnich Die Autostadt mehrfach. Im Jahre 1960 hatte das Buch bereits eine Auflage von 110.000 Exemplaren erreicht. Es wurde von mehreren Verlagen nachgedruckt.
Horst Mönnich gehörte der Gruppe 47 an und war seit 1972 Mitglied des PEN-Zentrums Deutschland.

## Auszeichnungen und Ehrungen
Horst Mönnich erhielt 1947 den Hörspielpreis des NWDR sowie 1967 und 1970 den Ernst-Reuter-Preis.
Sten Nadolny widmete Mönnich seinen Roman Weitlings Sommerfrische.

## Werke
- Die Zwillingsfähre, Kallmeyer, Wolfenbüttel 1942 (enthält auch Werke von Günther Mönnich)
- Russischer Sommer, Riga 1944
- Die Autostadt, München [u. a.] 1951
- Der Kuckucksruf, Wolfenbüttel 1951
- Das Land ohne Träume, Braunschweig 1954
- Von Menschen und Städten, München 1955
- Prozessakte Vampir, Hamburg 1955
- Erst die Toten haben ausgelernt, Braunschweig 1956
- Guten Morgen, alte Erde!, München 1958
- In sieben Städten, München 1959
- Aufbruch ins Revier, München 1961
- Reise durch Rußland, München 1961
- Der vierte Platz, Stuttgart 1962
- Wiederbegegnung, München 1964
- Hiob im Moor, Hamburg 1966
- Einreisegenehmigung, Hamburg 1967
- Aufbruch ins Revier, Aufbruch nach Europa, München 1971
- Quarantäne im Niemandsland, Hamburg 1972
- Ein Dortmunder Agent, Düsseldorf 1974
- Labyrinthe der Macht, Frankfurt am Main 1975
- Reise in eine neue Welt, Düsseldorf 1978
- Am Ende des Regenbogens, München 1980
- BMW, Düsseldorf
  - 1. Vor der Schallmauer, 1983
  - 2. Der Turm, 1986
- Jugenddorf, München 1984
- Geboren neunzehnhundertachtzehn, München 1993
- Die Autostadt. Roman des Volkswagens. Vollständig überarbeitete Neuausgabe, München 2011. ISBN 978-3939569053

## Herausgeberschaft
- Liebe, München 1978
- Nur die Liebe, München 1982